# Alexander Stephens
Pour les articles homonymes, voir Stephens.
Alexander Hamilton Stephens (né le 11 février 1812 et mort le 4 mars 1883) est un homme politique américain de Géorgie. Il fut vice-président des États confédérés d'Amérique durant la guerre de Sécession. Il servit également comme représentant de Géorgie (avant la guerre civile et après la Reconstruction) et fut gouverneur de Géorgie entre 1882 et 1883.

## Biographie

### Débuts
Né le 11 février 1812 à côté de Crawfordville en Géorgie, il étudie le droit à l'université de Géorgie à Athens et devient avocat à Crawfordville en 1834.

### Carrière politique
Il se lance alors dans la politique aux côtés des whigs et est élu membre de la chambre des représentants de Géorgie de 1836 à 1841, puis sénateur de Géorgie en 1842.
En 1845 il s'exprime au Sénat comme partisan de l'annexion de la république du Texas.
Durant sa carrière de trente-deux ans, il réussit à empêcher l'exécution de tous ses clients accusés de crimes capitaux, dont une esclave accusée de tentative de meurtre qu'il réussit à faire acquitter.
En s'enrichissant, il acquiert de plus en plus d'esclaves et de terre jusqu’à posséder 34 esclaves ainsi que plusieurs milliers d'acres au début de la guerre de Sécession.

### Guerre de Sécession
Membre de la commission de Sécession de la Géorgie en 1861, il est élu vice-président des États confédérés d'Amérique le 6 novembre 1861 au côté du président confédéré Jefferson Davis. Auparavant, il est l'un des signataires de la Constitution provisoire des États confédérés qui organise le Congrès provisoire responsable de mettre au point la Constitution des États confédérés.
Il prononça, le 21 mars 1861, le discours dit « de la pierre angulaire » (Cornerstone Speech), où il décrit les institutions de sa Confédération ainsi que son opposition à l'égalité juridique entre les races :
« Our new Government is founded upon exactly the opposite ideas ; its foundations are laid, its cornerstone rests, upon the great truth that the negro is not equal to the white man ; that slavery, subordination to the superior race, is his natural and normal condition. »
« Notre nouveau gouvernement est fondé sur les idées directement opposées ; ses fondations se basent, sa pierre angulaire repose, sur la grande vérité que le nègre n'est pas égal à l'homme blanc ; que l’esclavage, la subordination à la race supérieure, est sa condition naturelle et normale. »
À partir de 1862, il s'opposa à plusieurs des politiques de Davis, telles que la conscription, la suspension de l'habeas corpus ainsi que la politique militaire.
Il sera arrêté pour trahison le 11 mai 1865 et emprisonné à Boston, avant d’être amnistié par Andrew Johnson en 1867.

### Après la guerre
Libéré le 13 octobre 1865, il se fait élire gouverneur de Géorgie en novembre 1882.
Il meurt à Atlanta le 4 mars 1883. Il fut enterré au Oakland Cemetery à Atlanta avant d'être ré-enterré dans sa propriété, Liberty Hall, près de Crawfordville. Cette propriété est devenue le A.H. Stephens Historic Park, un parc de l'État de Géorgie.

## Héritage
Le comté de Stephens en Géorgie a été nommé d'après lui.
Son portrait figurait sur les billets de 20 dollars des États confédérés (3e, 5e, 6e et 7e impressions).